# Standfussiana insulicola
Standfussiana insulicola is een vlinder uit de familie uilen (Noctuidae). De wetenschappelijke naam is voor het eerst geldig gepubliceerd in 1919 door Turati.
De soort komt voor in Europa.